# Bruno Etman
Bruno Alan Etman (Bahía Blanca, Provincia de Buenos Aires; 17 de agosto de 1990) es un piloto argentino de automovilismo. De trayectoria incipiente, inició su carrera deportiva compitiendo en karts, habiendo participado entre 1999 y 2007 en distintas divisionales de la especialidad, llegando a participar en el Campeonato Argentino y el Campeonato Panamericano CIK-FIA, categoría Sudam ICC, en 2006 y 2007 respectivamente. Tras su paso por el kart debutaría profesionalmente en el año 2008, al debutar en la Fórmula Metropolitana, donde conseguiría 3 victorias en el año. Compitió también en la Fórmula Renault Argentina en el año 2010 y en 2011 debutaría en la Clase Light de la Fórmula 3 Sudamericana, de la que se terminaría consagrando campeón en el año 2013, siendo al mismo tiempo un título de carácter histórico, ya que se convertiría en el último campeón de esta divisional, luego del anuncio del pase de la F3 a la órbita del automovilismo brasileño, recategorizándose como Fórmula 3 Brasil. Tras su paso por el automovilismo internacional, retornaría a su país, donde sería convocado para competir en el equipo oficial Fiat en Súper TC 2000.

## Trayectoria deportiva
| Años      | Categoría                                      | Automóvil            |
| --------- | ---------------------------------------------- | -------------------- |
| 1999-2007 | Piloto de karts                                | Karting              |
| 2008      | Debut en la Fórmula Metropolitana              | Crespi-Renault       |
| 2009      | Fórmula Metropolitana                          | Crespi-Renault       |
| 2010      | Debut en Fórmula Renault Argentina             | Tito 02-Renault      |
| 2011      | Fórmula Renault Argentina                      | Tito 02-Renault      |
| 2011      | Debut en Fórmula 3 Sudamericana, 2 carreras    | Dallara-Berta        |
| 2011      | Fórmula 3 Sudamericana Clase Light, 2 carreras | Dallara-Berta        |
| 2012      | Fórmula Renault Argentina, 6 carreras          | Tito 02-Renault      |
| 2013      | Campeón Fórmula 3 Sudamericana Light           | Dallara-Berta        |
| 2014      | Debut en Fórmula 3 Brasil, 3º                  | Dallara-Berta        |
| 2015      | Debut en Súper TC 2000, 9 carreras.            | Fiat Linea           |
| 2015      | Debut en Top Race V6, 2 carreras.              | Mitsubishi Lancer GT |
| 2016      | Súper TC 2000                                  | Fiat Linea           |
| 2016      | Top Race V6                                    | Volkswagen Passat CC |
| 2016      | Top Race V6                                    | Chevrolet Cruze I    |

- [2][3]

## Palmarés
| Título  | Categoría                    | Automóvil     | Año  |
| ------- | ---------------------------- | ------------- | ---- |
| Campeón | Fórmula 3 Sudamericana Light | Dallara-Berta | 2013 |

## Resultados

### Súper TC 2000
| Año  | Equipo                        | Auto              | 1    | 2   | 3   | 4    | 5   | 6    | 7   | 8   | 9   | 10  | 11    | 12  | 13    | 14    | Res. | Puntos |
| ---- | ----------------------------- | ----------------- | ---- | --- | --- | ---- | --- | ---- | --- | --- | --- | --- | ----- | --- | ----- | ----- | ---- | ------ |
| 2015 |                               |                   | JUN  | ROS | OBE | TRH  | RAF | SL I | SFE | SFE | TOA | GR  | SMM   | AG  | SL II |       | 24°  | 17     |
| 2015 | Equipo Fiat Petronas          | Fiat Linea        | 22   | 18  | 19† | 8    | 12  | 21   | NL  | 11  | Ex. |     |       |     |       |       | 24°  | 17     |
| 2016 |                               |                   | TRE  | ROS | SMM | AG I | TRH | OBE  | BA  | SFE | SFE | TOA | SJU   | GR  | GR    | AG II | 28°  | 7      |
| 2016 | M&M Group                     | Fiat Linea        | 10   | Ret | Ret | 20   | 15  | Ret  |     | 17  | Ret | 19  | Ex.   | Ret | 22    | 16    | 28°  | 7      |
| 2017 |                               |                   | BA I | PDF | SMM | ROS  | ROS | TRH  | RAF | OBE | SFE | SFE | BA II | SJU | GR    | AG    | 24°  | 19     |
| 2017 | Toyota Gazoo Racing Argentina | Toyota Corolla XI | 16   | 20  | 22  | Ret  | 6   | Ex.  | 22  | 19  | 18† | Ret | Ret   | Ret | 14    | 12    | 24°  | 19     |